# Легниця
Легни́ця (пол. Legnica; нім. Liegnitz, Лі́гніц; до 1946 офіційне і досі вживане Лігни́ця, пол. Lignica) — місто у Польщі, у Нижньосілезькому воєводстві. Адміністративний центр Легницького повіту.
Населення — 92 568 (2023).

## Географія
Лігниця розміщена в Центральній Європі, у Нижній Сілезії, на північ від Судет. Відповідно до фізико-географічного районування Польщі Легниця розташована в межах підпровінції Саксонсько-Лужицьких низовин, макрорегіоні Сілезько-Лужицька низовина, 85% території міста розташовано в мезорегіоні Легницька рівнина. 13,5% південно-західної частини міста лежить на Хойновській височині та 1,5% на Любінській височині.
Через місто протікають 3 річки: Качава, Вержбяк та Чорна Вода.
Парки займають територію у 610 га, це 11 % від загальної площі міста. Перший парк, площею 50 га, було закладено в 1840 році.

### Клімат
Місто одне з найтепліших у воєводстві, середня температура за рік становить +9,2 °C, середня сума опадів складає 520 мм на рік. Вегетаційний період становить 225 днів на рік, цей показник один з найдовших у країні, що має позитивний вплив на довкілля.
| Клімат Легниці          | Клімат Легниці | Клімат Легниці | Клімат Легниці | Клімат Легниці | Клімат Легниці | Клімат Легниці | Клімат Легниці | Клімат Легниці | Клімат Легниці | Клімат Легниці | Клімат Легниці | Клімат Легниці | Клімат Легниці |
| Показник                | Січ.           | Лют.           | Бер.           | Квіт.          | Трав.          | Черв.          | Лип.           | Серп.          | Вер.           | Жовт.          | Лист.          | Груд.          | Рік            |
| Середня температура, °C | −2,1           | −1             | 5,6            | 9,6            | 13,6           | 16,8           | 18,9           | 18,7           | 15,1           | 10,2           | 4,5            | 1              | 9,2            |
| Норма опадів, мм        | 24             | 18             | 27             | 35             | 55             | 66             | 81             | 71             | 48             | 30             | 33             | 32             | 520            |
| ----------------------- | -------------- | -------------- | -------------- | -------------- | -------------- | -------------- | -------------- | -------------- | -------------- | -------------- | -------------- | -------------- | -------------- |
| Джерело:                |                |                |                |                |                |                |                |                |                |                |                |                |                |

## Походження назви

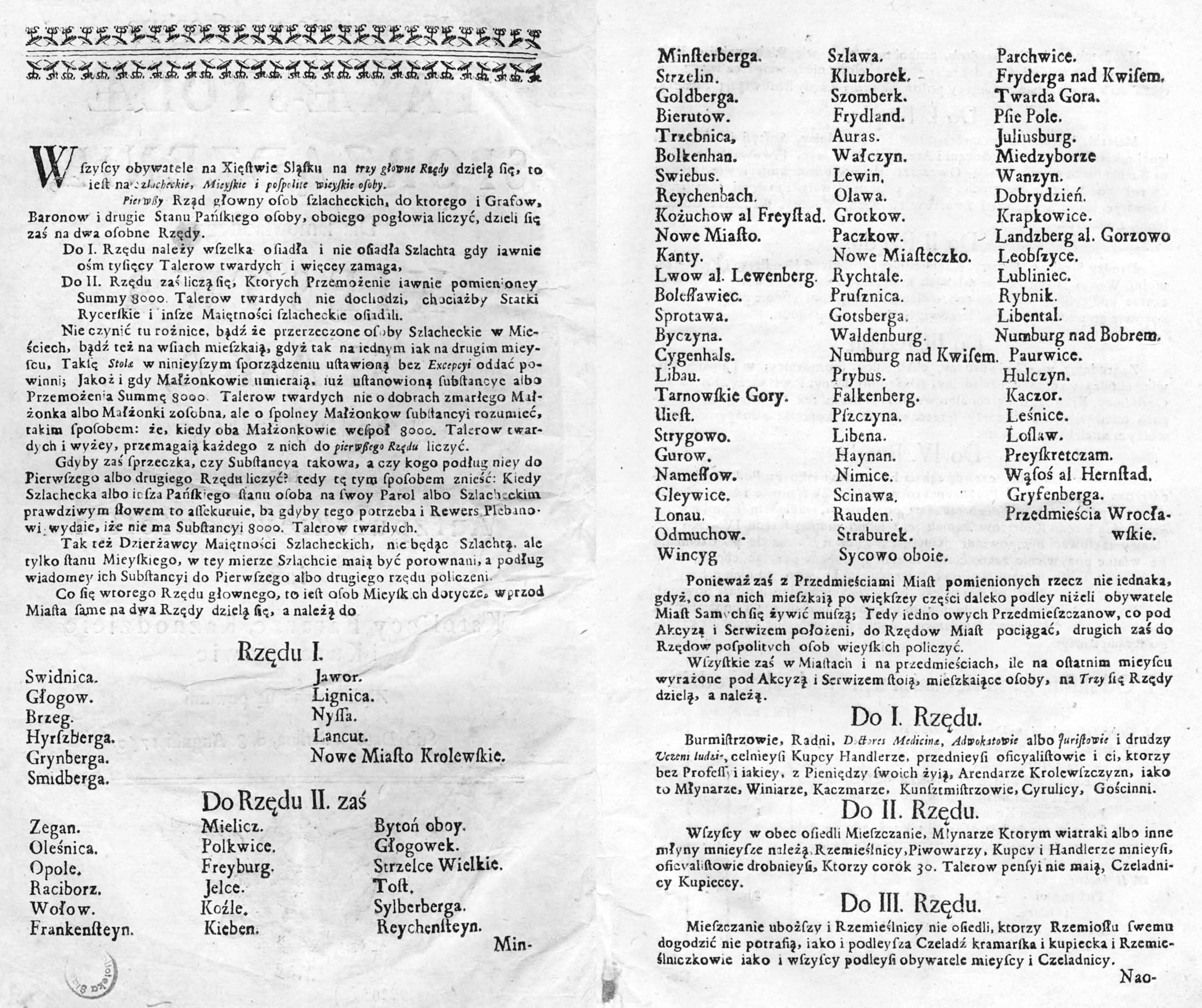
Назва міста та інших населених пунктів у прусському документі 1750 року виданого польською мовою в Берліні.

Деякі дослідники ототожнюють назву міста із назвою племені лугії. Так, про плем'я лугіїв (Lugii, Lygii) згадане на карті античного вченого Клавдія Птолемея 142—147 н. е., про них писав і Тацит. Обидва згадують і місто лугіїв — Lugidunum, яке ототожнюють як з Лігницею (лат. Lignitium), так і з Глогувом.
Існують і інші версії, пов'язані з назвою болотистої місцевості.
Перша письмова згадка датується 1242.

## Історія
Перші документовані сліди слов'янського поселення на території сучасної Легниці датуються VIII століттям. Дослідження показують, що під час царювання Мешко I тут близько 985 року побудувано поселення, згодом замок, одночасно з будівництвом замків у Вроцлаві та Ополе.
Старовинне польське місто (1149). Легниця одна зі столиць Сілезького князівства першої польської князівської і королівської династії Пястів. Після поразки від монголів війська сілезького князя Генріха II Благочестивого (син Св. Ядвиги і Генріха I) у битві на Легницькому (Доброму) полі (нім. Вальштатська битва) і загибелі самого князя 9 квітня 1241 місто було осаджено монголами, але не здалося. Легниця стала останнім пунктом просунення військ Батия на Захід.
Місто сильно постраждало під час Гуситських війн та тридцятирічної війни.
Після завершення правління князівської та королівської династії П'ястів, місто увійшло до складу Австрії 1675 року. У результаті першої Сілезької війни, місто в 1742 відійшло до Пруссії.
Під час семирічної війни 15 серпня 1760 року під Лігніцом (німецька назва міста) відбулась битва між військом прусського короля Фрідріха II та австрійцями в якій останні зазнали поразки.
У серпні 1813 році під командуванням Гебгарда Блюхера з'єднані російсько-прусські війська (Сілезьке військо) здобули перемогу при Кацбаху (німецька назва річки Качава) над французькими військами під командуванням Макдональда.
Легниця до 1919 та з 1938 по 1941 входила до складу прусської провінції Сілезія, а з 1919 по 1938 та з 1941 по 1945 до Нижньої Сілезії.
У 1945, Легниця, як і вся Сілезія була окупована радянською Червоною Армією та Армією Людовою, у ході Нижньо-Сілезького операції, як частина визволення Східної Німеччини. На той час велика частка німецького населення покинули місто, побоюючись помсти радянських військ, але багато хто повернувся після німецької капітуляції. Згідно з положеннями Ялтинської конференції та Потсдамської конференції, у 1945, місто як і Німецька Сілезія на схід від річок Одер і Нейсе була передана до Польщі.
З 1945 по 1984 у місті дислокувався штаб Північної групи військ, першим командувачем був Маршал Радянського Союзу Рокоссовський К. К. (29 травня 1945 — жовтень 1949). У Польщі Легницю називали «Малою Москвою».
З 1 червня 1975 по 31 грудня 1998, місто було центром Легницького воєводства. Після адміністративної реформи 1 вересня 1999 адміністративний центр Легницького повіту.
У 1990-х роках у місті відкрились філіали Вроцлавського Політехнічного університету, мовний колегіум, Вища професійна школа та інші.

## Демографія
Демографічна структура станом на 31 березня 2011 року:
|          | Загалом | Допрацездатний вік | Працездатний вік | Постпрацездатний вік |
| -------- | ------- | ------------------ | ---------------- | -------------------- |
| Чоловіки | 48922   | 9049               | 34973            | 4900                 |
| Жінки    | 54316   | 8396               | 32994            | 12926                |
| Разом    | 103238  | 17445              | 67967            | 17826                |

Динаміка населення міста в 1939—2023 роках.

## Економіка
Місто є центром польської мідної промисловості, тут розташовані три найбільші заводи з переробки міді.
У місті також діє Інститут кольорових металів, що складається з 3-х заводів з міделиварного; експериментальної металургії та експериментальної хімії та кафедри абразивів.
Найбільшу кількість співробітників (1300) використовує компанія Вінкельман — виробник водонагрівачів та комплектуючих для санітарно-гігієнічної промисловості та автомобільної промисловості.
Розвинуте сільськогосподарське виробництво.

## Освіта

### Загальноосвітні школи
У 1945 році в Легниці була заснована I середня загальна середня школа імені Т. Костюшка, а в 1948 році II середня школа. У 1960 році з Злоториї була перенесена середня школа з українською мовою навчання. Вона спочатку мала номер III і була поєднана з середньою школою з навчанням мовою іврит.
У 1962 році школа з українською мовою навчання, що стоїть на вулиці імені Тараса Шевченка, виокремилася і отримала назву «IV Загальноосвітній ліцей у Легниці». У школі працює багато художніх ансамблів, зокрема «Дикі бджоли», хор «Полонина», танцювальна група «Горицвіт», а також театральний гурток У школі навчання відбувається в малих групах, існує співпраця з Вроцлавською політехнікою та школами в Україні.

## Спорт
У місті базується футбольний клуб Медзь, володар кубка Польщі 1992 року.

## Українці в Легниці
У місті діє Легницький відділ Об'єднання Українців у Польщі. Місто є місцем проведення українського фестивалю «Українські клімати»

## Відомі люди

### Народилися
- Йоганн Ернест Бенджамін Більзе (1816—1902) — німецький скрипаль, диригент і композитор.
- Дришлюк Павло В'ячеславович (1973—2014) — військовослужбовець Повітряних Сил Збройних сил України, майор (посмертно), учасник російсько-української війни.
- Леопольд Кронекер (1823—1891) — німецький математик.
- Анна Димна (1951) — польська акторка театру, літераторка, ведуча на радіостанції і озвучувач фільмів.
- Павло Длябога (1951) — швейцарський диригент.
- Володимир (1957) — єпископ Вроцлавсько-Ґданський Української Греко-Католицької Церкви, василіянин.
- Глядєлов Олександр (1956) — Український фотограф-документаліст.
- Тиберіій Ковальчик (1979) — польський силач.
- Леся Мудрак (1985) — українська поетеса, критик, перекладачка, журналістка, кандидат філологічних наук.
- Олена Підгрушна (1987) — українська біатлоністка, чемпіонка Олімпійських ігор у Сочі.
- Йоанна Ярмоловіч (1994) — польська акторка.

## Галерея

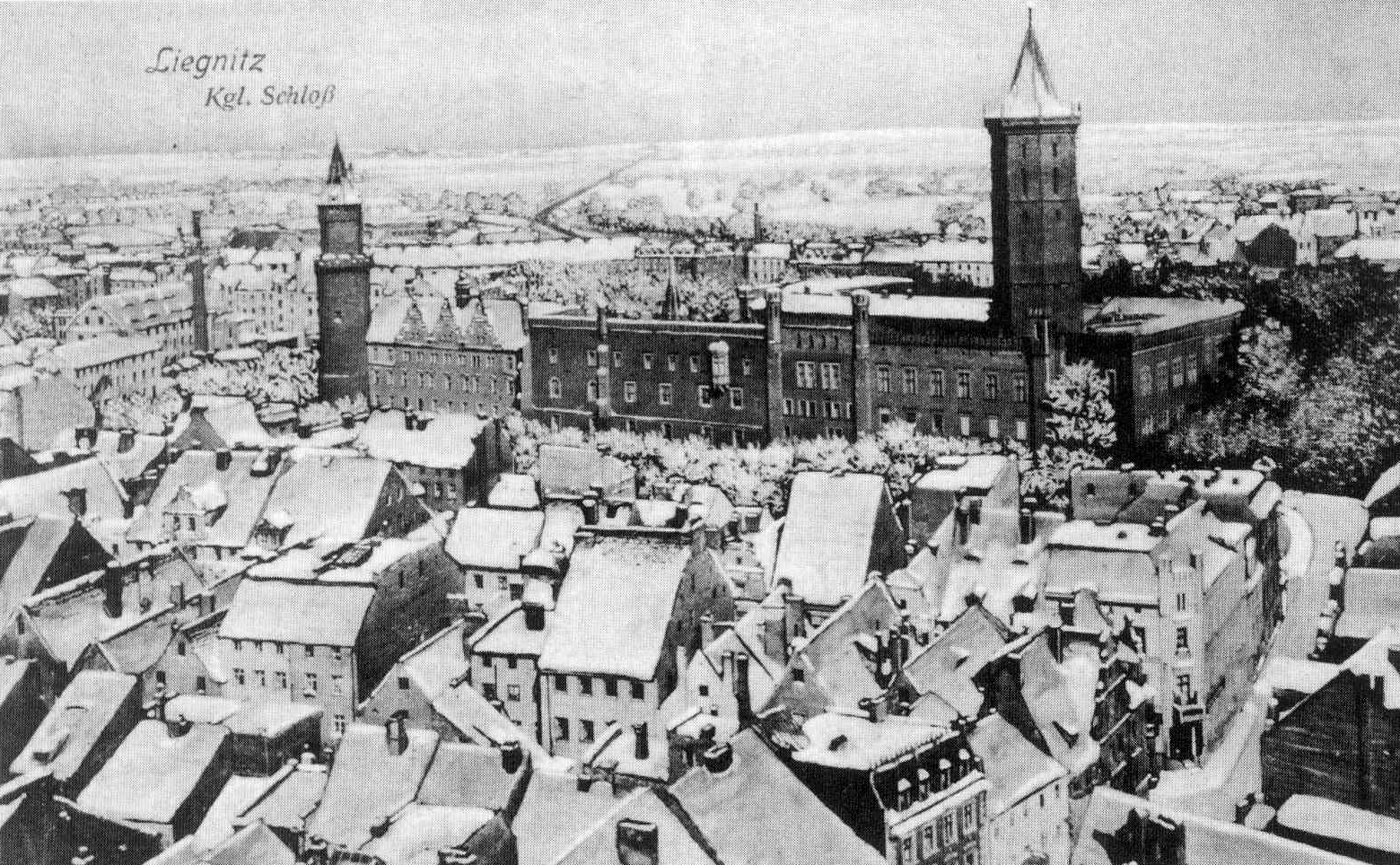
Замок П'ястів
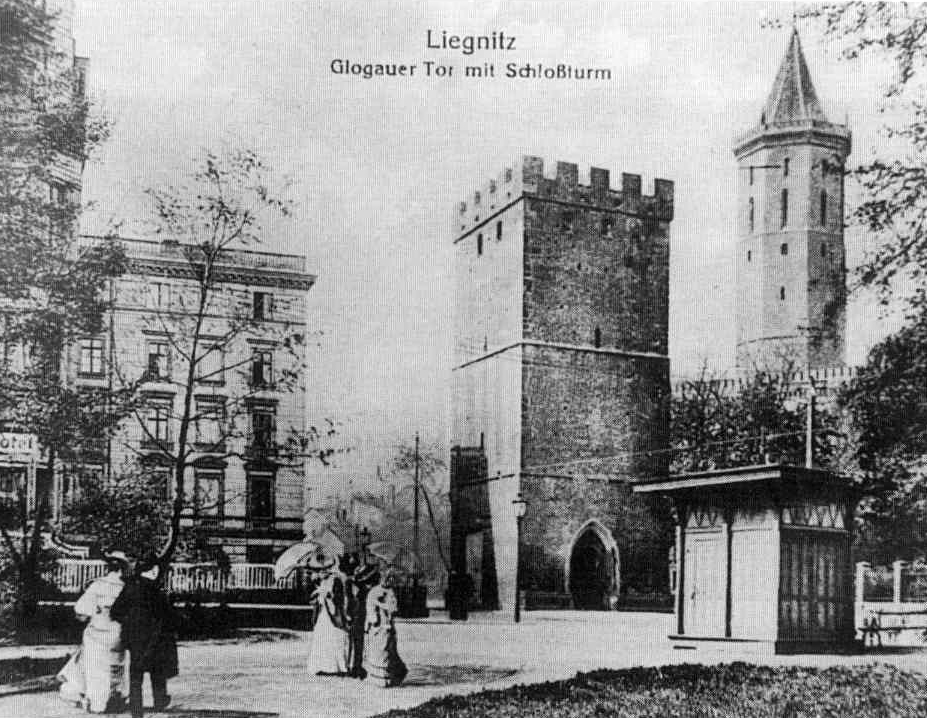
Вежа
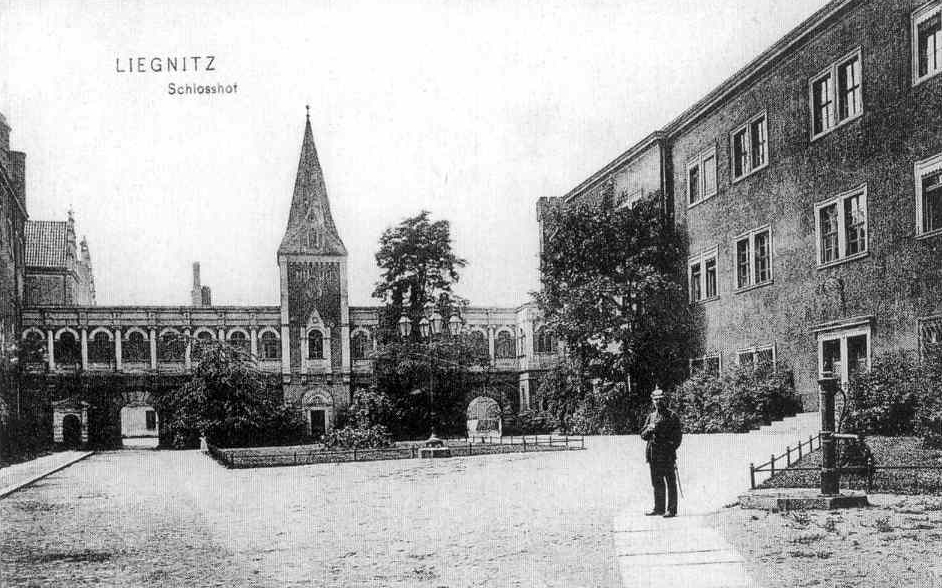
Дзвіниця замку П'ястів
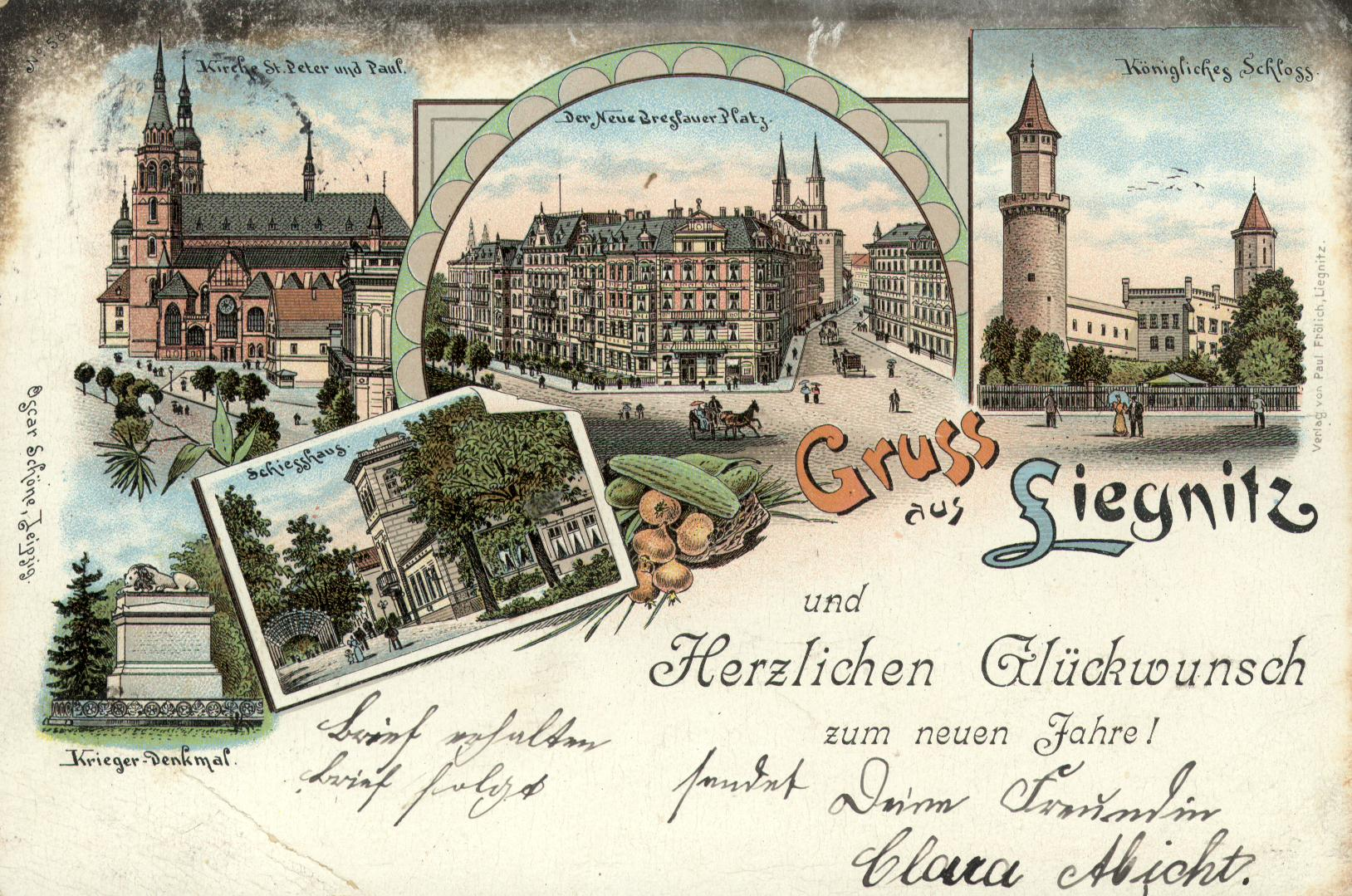
Замок П'ястів
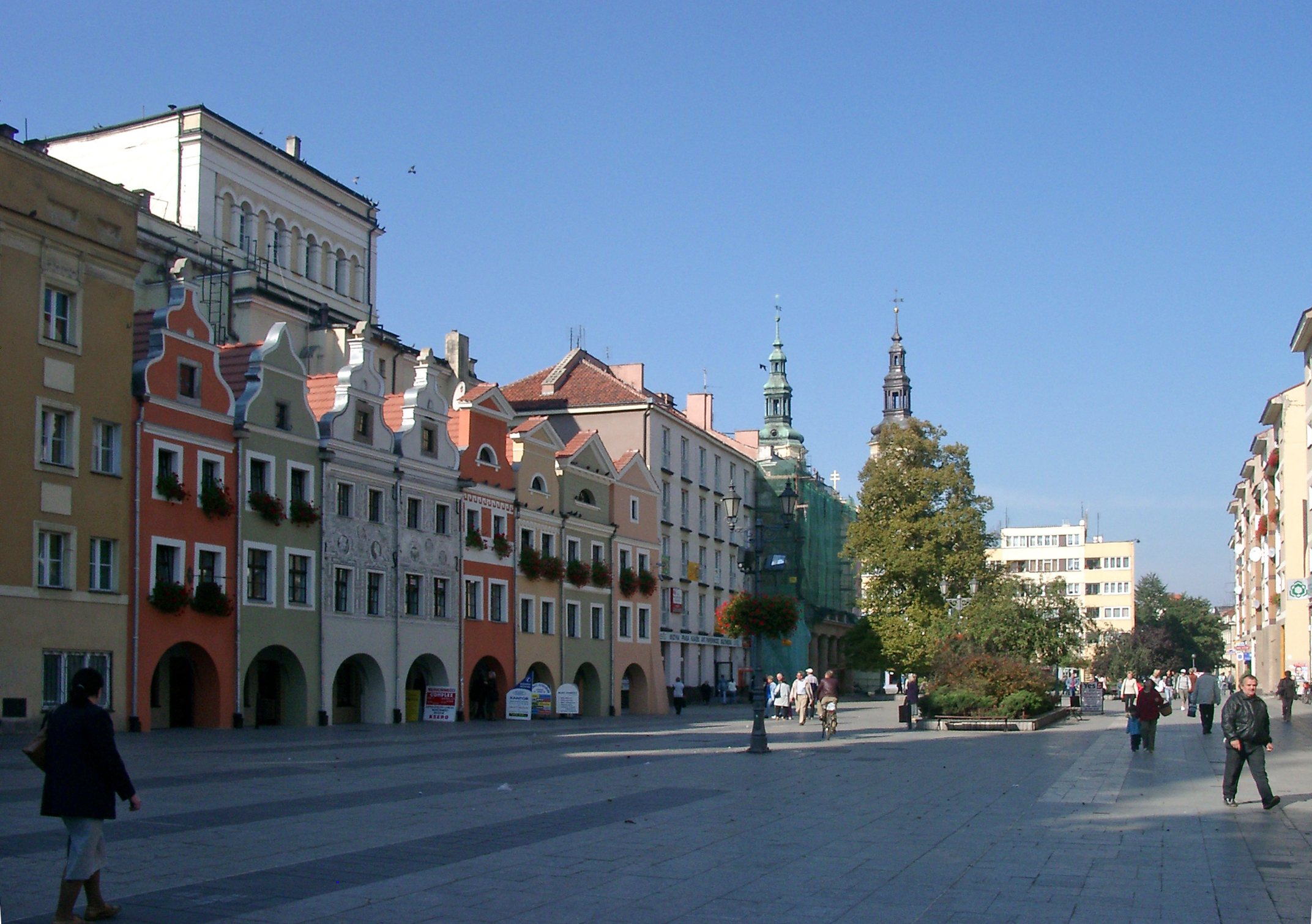
Ринок
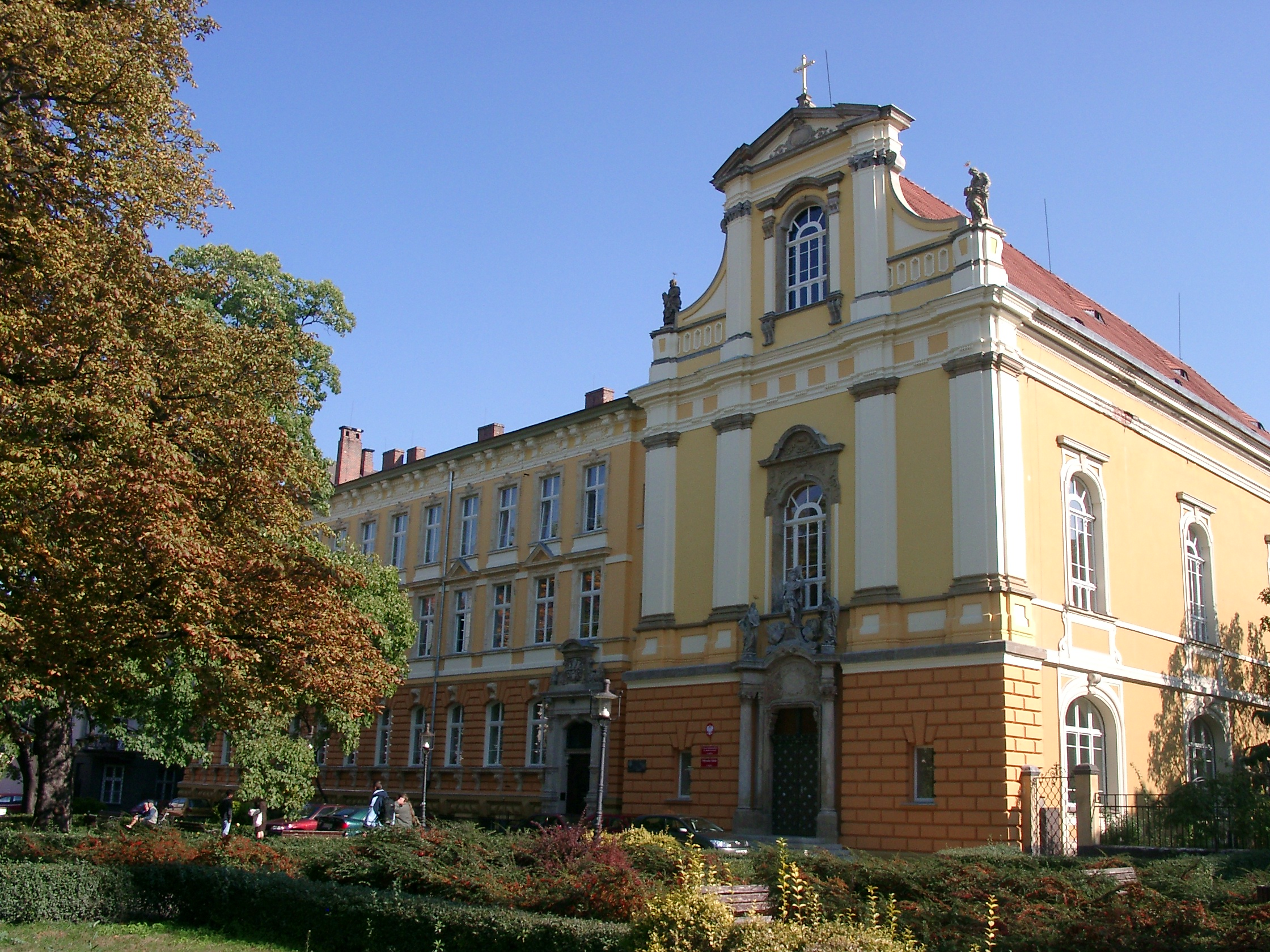
Ліцей
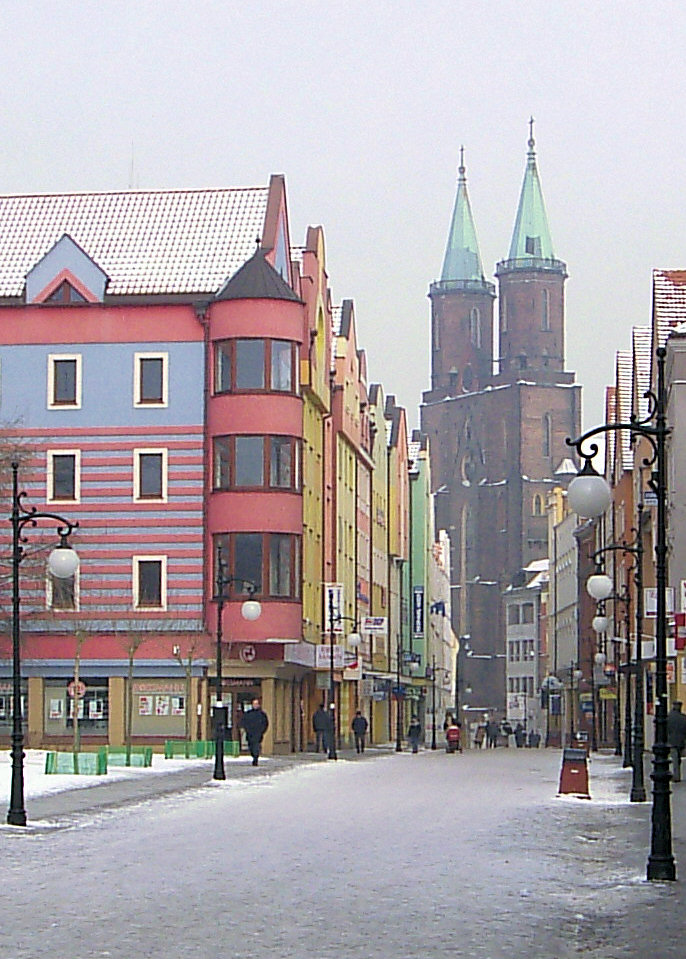
Вулиця в центрі міста
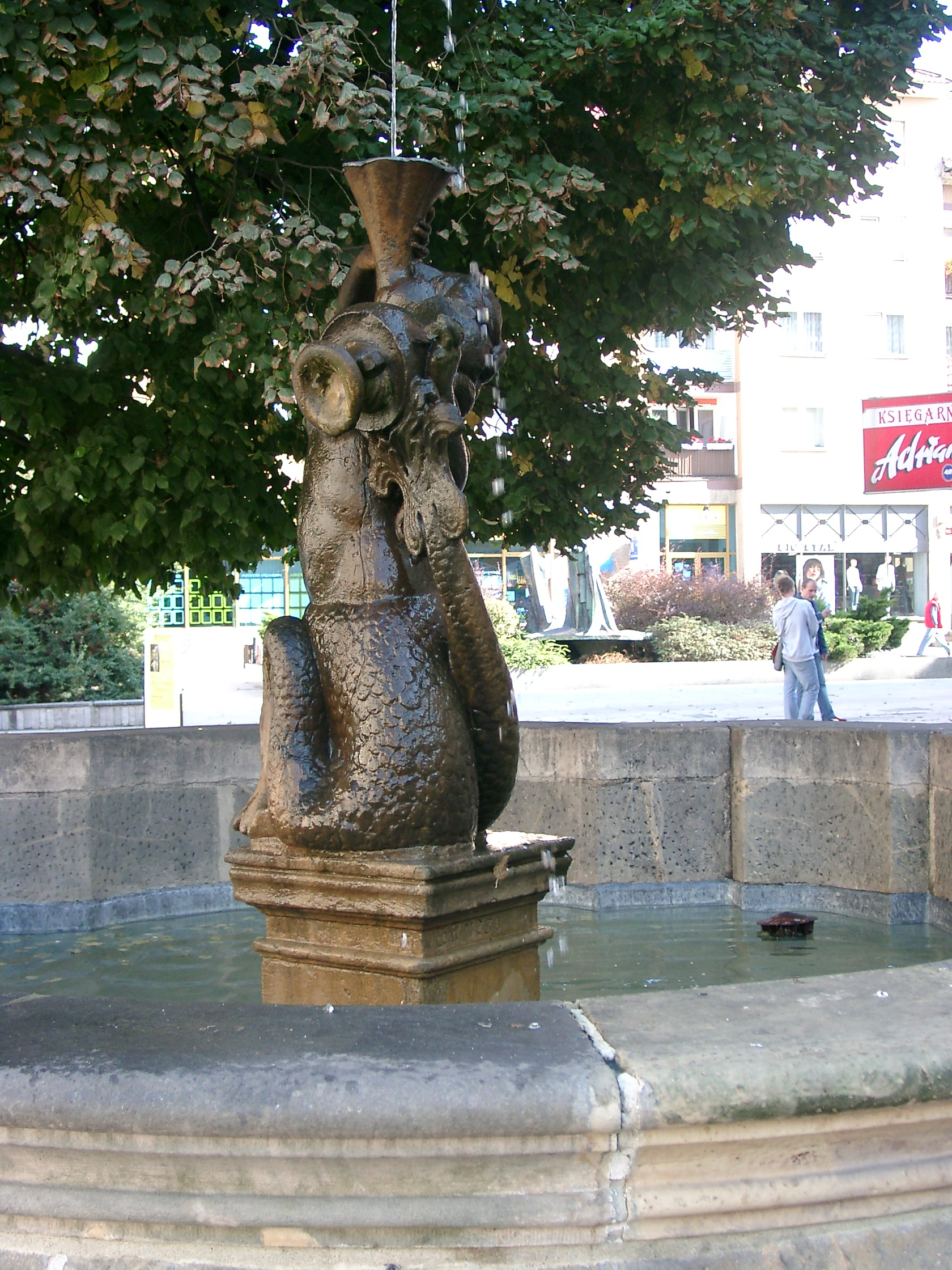
Фонтан на ринку
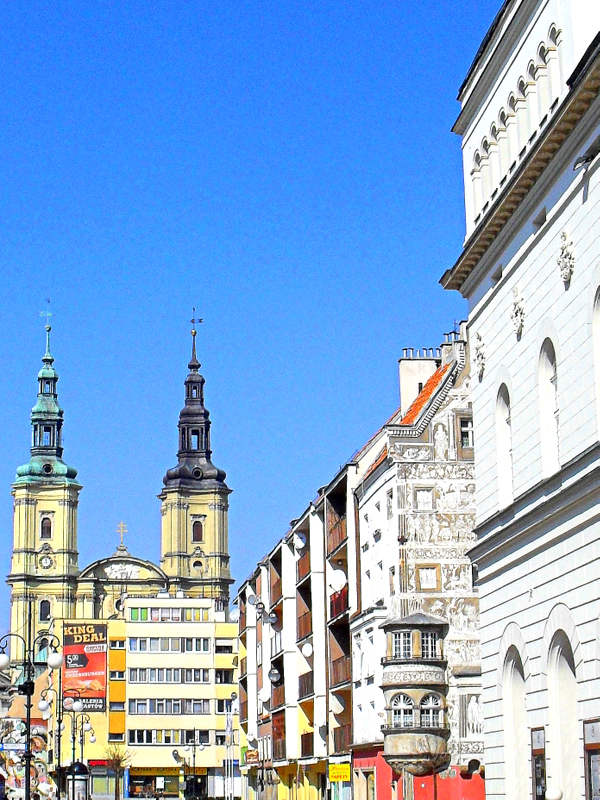
Ринок
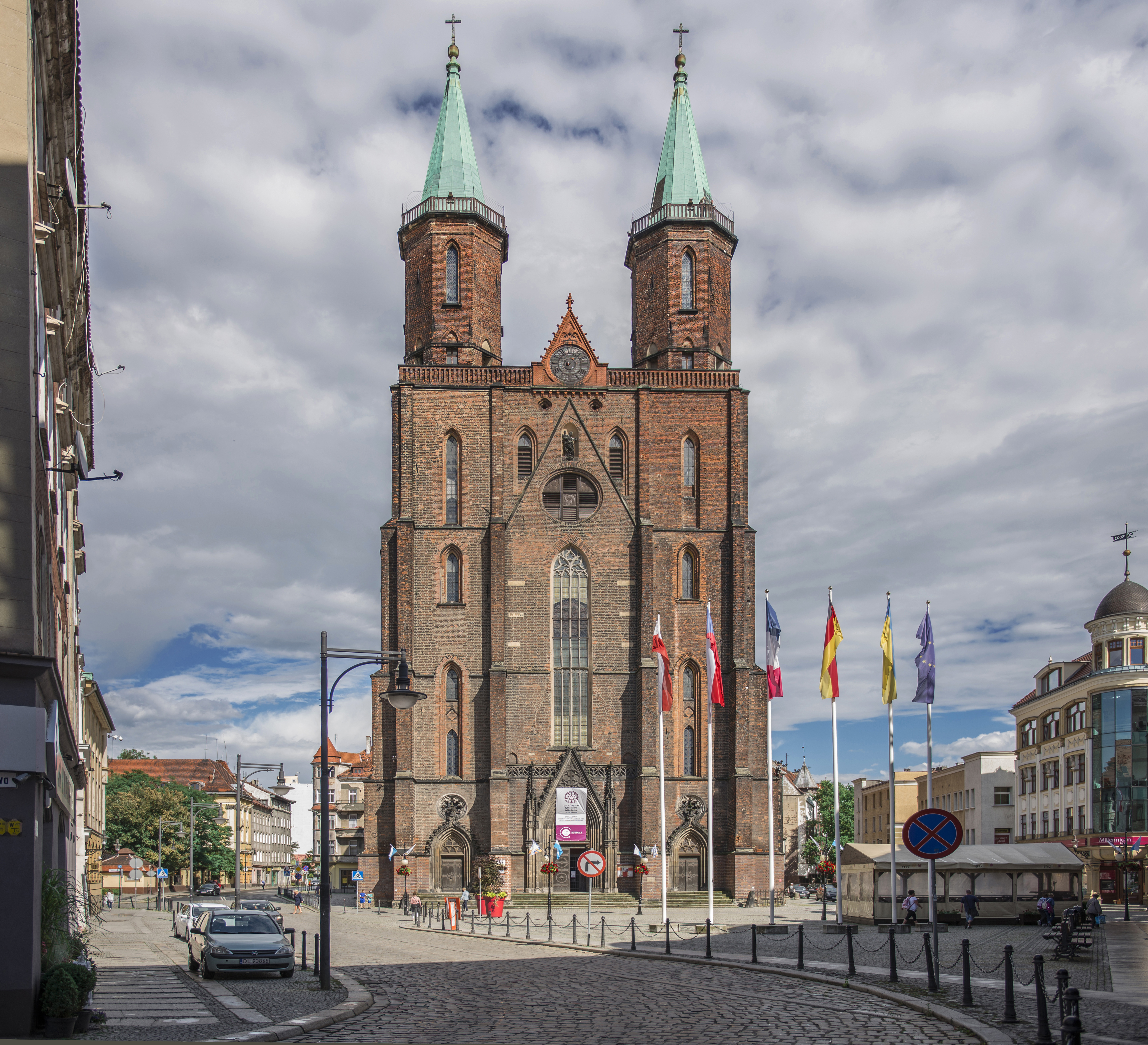
Костел
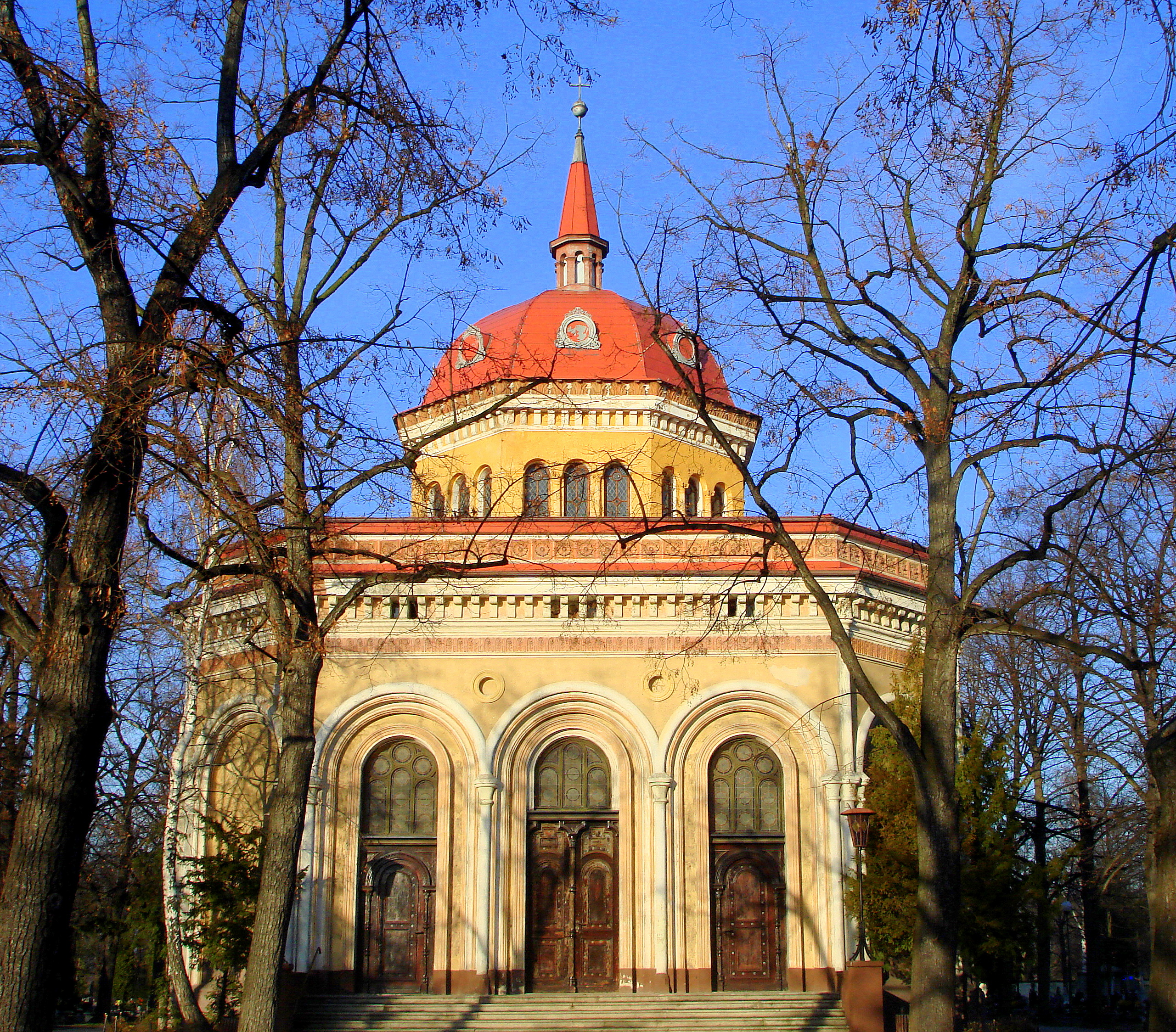
Каплиця
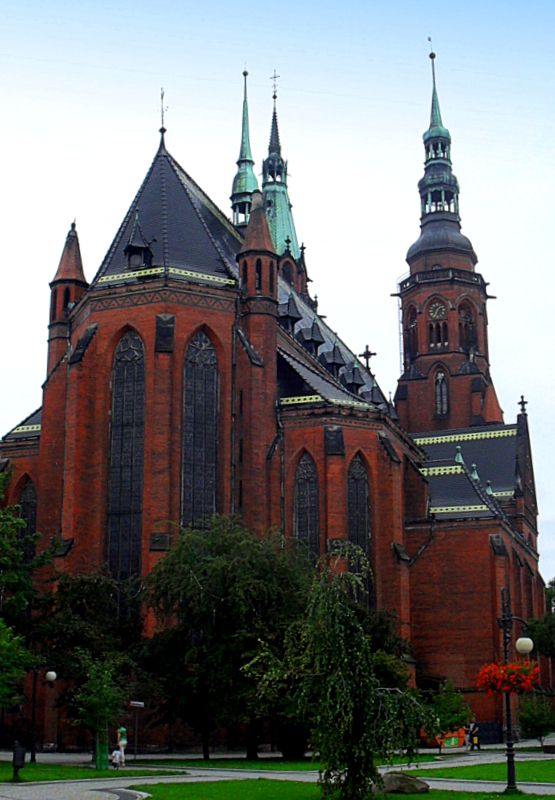
Кафедра Апостолів Петра та Павла
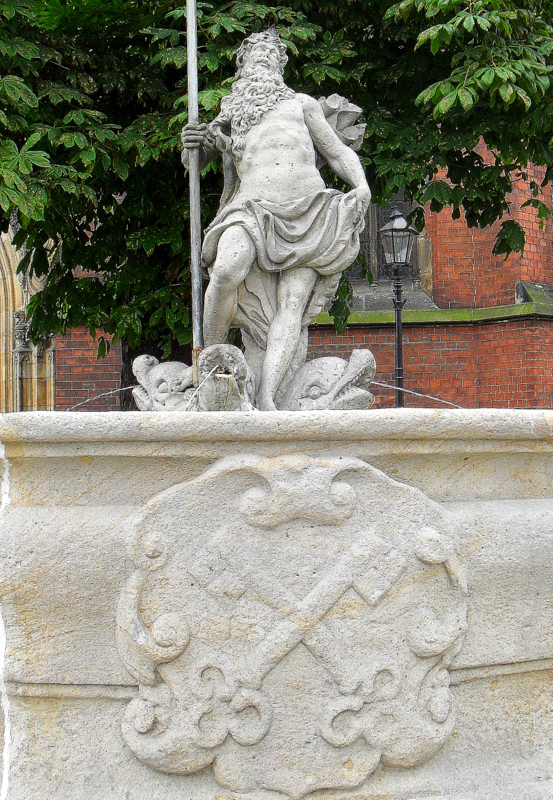
Фонтан Нептун